# Brunswick (Missouri)
Brunswick és una població dels Estats Units a l'estat de Missouri. Segons el cens del 2000 tenia 925 habitants.

## Demografia
Segons el cens del 2000, Brunswick tenia 925 habitants, 426 habitatges, i 242 famílies. La densitat de població era de 300,1 habitants per km².
Dels 426 habitatges en un 20,9% hi vivien nens de menys de 18 anys, en un 44,6% hi vivien parelles casades, en un 9,4% dones solteres, i en un 43% no eren unitats familiars. En el 39% dels habitatges hi vivien persones soles el 26,3% de les quals corresponia a persones de 65 anys o més que vivien soles. El nombre mitjà de persones vivint en cada habitatge era de 2,09 i el nombre mitjà de persones que vivien en cada família era de 2,74.
Per edats la població es repartia de la següent manera: un 21,2% tenia menys de 18 anys, un 6,2% entre 18 i 24, un 22,5% entre 25 i 44, un 22,3% de 45 a 60 i un 27,9% 65 anys o més.
L'edat mediana era de 45 anys. Per cada 100 dones de 18 o més anys hi havia 80,4 homes.
La renda mediana per habitatge era de 27.969 $ i la renda mediana per família de 34.107 $. Els homes tenien una renda mediana de 27.639 $ mentre que les dones 18.182 $. La renda per capita de la població era de 18.516 $. Entorn de l'11,3% de les famílies i el 17,7% de la població estaven per davall del llindar de pobresa.

## Poblacions més properes
El següent diagrama mostra les poblacions més properes.